# James McCudden
James Thomas Byford McCudden (Gillingham, 28 marzo 1895 – Auxi-le-Château, 9 luglio 1918) è stato un aviatore britannico, asso della Royal Air Force inglese.

## Prima della guerra
Nel 1908 raggiunse suo padre al reggimento Royal Engineers col grado di trombettiere. Il 13 maggio 1913 domandò di esser arruolato come volontario nei Royal Flying Corps e la richiesta venne accettata.
Fu l'unico dei tre fratelli McCudden a prestare servizio sin dall'inizio alla R.F.C. Iniziò come assistente-montatore, per poi esser promosso come Meccanico d'aviazione di prima classe nell'aprile 1914. Alla vigilia della guerra, aveva già pilotato con un'incredibile varietà di aerei.

## Primi progressi durante la guerra
Arrivato in Francia nell'agosto 1914, venne promosso caporale nel novembre dello stesso anno. McCudden accrebbe le proprie capacità di meccanico in questo periodo. Iniziò a combattere nel 1915 come mitragliere-osservatore su un biplano Morane Parasols e fu nominato sergente nell'aprile dello stesso anno.
Ottenne la Military Cross nel gennaio 1916, e venne selezionato lo stesso mese per ricevere un addestramento di volo in Inghilterra: dimostrò uno straordinario talento, benché non volasse costantemente, infatti divenne istruttore qualche giorno prima di ottenere il brevetto d'aviatore.
Dall'8 luglio 1916 ritornò in Francia per esser integrato nel No. 20 Squadron sui Royal Aircraft Factory F.E.2 di Clairmarais, per poi venir trasferito nel No. 29 Squadron sui Airco DH.2. Riportò la sua prima vittoria il 6 settembre a bordo di un D.H.2. Ottenne la Military Medal nell'ottobre dello stesso anno per poi esser promosso ufficiale nel gennaio 1917. Ma, dopo esser stato colpito da un Fokker, ritornò in Inghilterra in qualità di istruttore. Sempre in questo periodo, a bordo di un Sopwith Pup, partecipò ad alcure missioni di contraerea per contrastare i bombardieri tedeschi Gotha che attaccavano Londra con raid notturni.

## La consacrazione
McCudden fu particolarmente impressionato dalla competenza dei meccanici del No. 56 Squadron posti al servizio dei Royal Aircraft Factory S.E.5, egli stesso lavorò per eccellenti piloti come Maxwell, Rhys-Davids e Barlow. A metà agosto, massima consacrazione per le sue straordinarie qualità di pilota, fu posto al comando del famoso Squadrone e giunse alla sua sesta vittoria il 18 agosto 1917.
Il 23 settembre 1917, McCudden e altri cinque membri del suo Squadrone soccorsero un S.E. in difficoltà: si ritrovarono davanti l'asso dell'aviazione tedesca Werner Voss che combatté da solo contro 7 aerei avversari per dieci minuti circa. Alla fine venne abbattuto da Arthur Rhys-Davids.
"Old Mac" come venne allora soprannominato, inanellò 5 vittorie a settembre, 3 a ottobre, 5 a novembre, 14 a dicembre, 9 nel gennaio 1918 e 11 a febbraio. L'11 febbraio 1918 suo fratello minore John, detentore di 8 vittorie, fu ucciso in combattimento. Il 29 marzo dello stesso anno McCudden ottenne la prestigiosa Victoria Cross, diventando il pilota inglese più decorato.
McCudden non era un pilota arrogante. Possedeva qualità eccellenti per un aviatore militare - buona vista, ottimi riflessi e capacità di guida - ma come comandante di uno Squadrone era cosciente dei pericoli della caccia aerea: la precedente esperienza di osservatore era stata preziosa per comprendere la psicologia del nemico. Come comandante preferiva non ingaggiare combattimenti aerei in inferiorità numerica, mentre come meccanico comprendeva di dover mantenere costantemente il proprio apparecchio e il proprio mitragliatore in condizioni ottimali.
Raggiunse la quota di 57 vittorie confermate e per due volte abbatté 4 aeroplani in un solo giorno.

## Morte per un incidente aereo
A luglio venne trasferito nel No. 60 Squadron, con base a Boffles. Il 9 luglio 1918 decollò dalla scuola d'aviazione di Hounulow a 18 km a sud-ovest di Charing Cross: in condizioni climatiche difficili, atterrò prematuramente a Auxi-le-Château ma, subito accortosi dell'errore, riprese a volare nonostante il forte vento. A una trentina di metri, per un problema meccanico, l'aereo cadde violentemente al suolo.
McCudden, incosciente, fu estratto dai rottami dell'aereo ma aveva riportato una grave frattura al cranio. La sera stessa, alle 20 circa, morì senza più riprendere conoscenza.